# مينيو هيغاشي
مينيو هيغاشي (باليابانية: 東峰夫) (15 مايو 1938، مينداناو في الفلبين)؛ روائي ياباني.

## الجوائز
- جائزة أكوتاغاوا